# どらぺこ! 〜おねだりドラゴンとおっぱい勇者〜
『どらぺこ! 〜おねだりドラゴンとおっぱい勇者〜』（どらぺこ! 〜おねだりドラゴンとおっぱいゆうしゃ〜）は、2013年6月28日にアリスソフトより発売された日本のアダルトゲームである。

## あらすじ
ドラゴンバレイの王位継承者であるエスト王子は、儀式の際ドラゴンの聖地に迷い込み、ドラゴンの少女クゥに救われ、とある約束をした。それから時がたち、エスト王子は助平王子として知られるようになり、挙句の果てにはクーデターまで起こされた。
クーデターを起こした者たちに捕まったエストはそこでクゥと再会した。

## システム
アドベンチャーゲームパートはテキスト選択型アドベンチャーの方式を採用しているが、アイテムを入手することにより、新たな選択肢の選択が可能となる。
マップ画面による物語の進行状況の確認ができ、ゲームオーバーになってもマップ画面に戻って続きからプレイすることが可能であり、それを利用して主人公を強化することも可能である。

## 登場人物

### メインキャラクター
エスト
主人公。幼い時、王位継承の儀式の場で迷子になったとき、クゥと出会い、約束をした。
成長したエストは王子の仕事は女を抱くことだと信じ切っているが故に助平王子として知られるようになった。
クゥ
声 - 柚原みう
霊王類最強の種族であるドラゴンの少女。エストとは相互所有の契約を結んだ仲で、彼の危機に駆けつけることを誓った。尊大な性格だが、外に出ることがなかったため世間知らずなところがある。
トオル
声 - 鶴屋春人
エストの幼馴染である勇者。
ソース
声 - 秋野花
ドラゴンバレイの宿屋「お化け屋敷」の経営者である、没落貴族の少女。善人だが不幸体質の持ち主で、その上妄想しては暴走することがある。
セキエイ
声 - 桃井穂美
「お化け屋敷」に住まい、KENZO教の司祭も務める、踊り子の少女。

### サブキャラクター
シャル
声 - 乃嶋架菜
エストのメイド。
メリー
声 - 鈴音華月
シャルの双子の妹で、姉と同じくエストのメイド。
アルマ
声 - 萌花ちょこ
エストの姉にして国王代理。
アンジェラ
声 - 榛名れん
アルマの執事である、男装の麗人。
トロ
声 - 榎津まお
ドラゴンバレイの騎士団の将軍を務める猫耳少女で、怪力の持ち主。
ゴールド
声 - 真木将人
「お化け屋敷」の宿泊客であるオカマの武器商人。
ネーヴェ
声 - 桜城ちか
エストの元に来たメイド。
マリオ
エストの執事で、彼に対する教育方針を危惧していた。
親衛隊

ユーロ
声 - 杉原茉莉
「お化け屋敷」の常連客で、七英雄の一人。
オヅヌ
声 - 巌蝉秋
「お化け屋敷」の宿泊客で、裏社会のボス。

## 用語
霊王類
オーガやマーメイドなどの種族を指す用語で導き手とも呼ばれている。いずれも神に近い能力を持っており、人類に知識を与えて共存してきた。
ドラゴンバレイ
エストらの国で、ドラゴンの恩恵を受けてきた。下層街にはならず者が多い。
KENZO教
人類はエッチなしには生きられないと説いたKENZOなる人物をあがめる宗教。教会は「お化け屋敷」のそばにある。
ヴァンパイアフィールド
北方にある国。

## 制作

### キャスティング
主人公・エストの幼馴染の勇者・トオル役には鶴屋春人が起用された。鶴屋は2024年の「BugBug」とのインタビューの中で、2013年から14年にかけて印象に残った作品として本作を挙げており、『恥辱の女騎士「オークの出来そこないである貴様なんかに、この私が……!!」』以前の作品の中では最もセリフが多かった一方、声質も演技もやりやすくてスムーズに収録が進んだと振り返っている。また、鶴屋は本作で初めて主題歌の歌唱も担当した。

## スタッフ
- 監督 - よーいちろー
- 原画 - 八重樫南

## コミカライズ
『コミックメガストアH 7月号』にて予告編が掲載された。作画はNAZが担当し、2016年11月19日にコアマガジンより発売された単行本に収録された。